# Procatedral de San Pablo
La procatedral de San Pablo es una procatedral anglicana situada en la Plaza Independencia, en la ciudad de La Valeta, la capital de Malta. Una "procatedral", es una iglesia con rango de catedral, y es una de las tres catedrales de la diócesis anglicana de Gibraltar en Europa.
La catedral fue encargada por la reina viuda Adelaide durante una visita a Malta en el siglo XIX, cuando se enteró de que no había un lugar de culto anglicano en la isla. Construido en el sitio del Albergue de Alemania (la casa conventual de los Caballeros Hospitalarios alemanes), la catedral fue diseñada por William Scamp y fue construida entre 1839 y 1844.